# ورد زاقاتالي
ورد زاقاتالي (الاسم العلمي:Rosa zakatalensis) هو نوع من النباتات يتبع جنس الورد من الفصيلة الوردية. سمي هذا النوع نسبةً إلى منطقة زاقاتالا في أذربيجان.